# Black Velvet Editrice
Pour les articles homonymes, voir Black Velvet.
Black Velvet Editrice est une maison d'édition de bande dessinée italienne fondée en 1997 à Bologne par Omar Martini et Luca Bernardi. Spécialisée dans la traduction d'œuvre de la small press américaine (notamment celles publiées par Fantagraphics), elle obtient le prix Micheluzzi du meilleur éditeur en 2004.
Intégrée au groupe Giunti en 2010, Black Velvet annonce fin 2012 que, touchée par la crise, elle doit réduire son rythme de publication. En janvier 2014, sa disparition est annoncée.